# Кондратьев, Леонид Николаевич
Леони́д Никола́евич Кондра́тьев (25 октября 1915, Царевококшайск, Казанская губерния, Российская империя — 7 апреля 1999, Йошкар-Ола, Марий Эл, Россия) — советский военачальник. Участник советско-финляндской войны (1939—1940). В годы Великой Отечественной войны — начальник связи 106 миномётного полка на Центральном фронте (1942—1943), начальник связи 4-й гвардии истребительной противотанковой бригады, гвардии майор (1943—1945). Подполковник (1954). Член ВКП(б) с 1942 года.

## Биография
Родился 25 октября 1915 года в Царевококшайске Казанской губернии (ныне — Йошкар-Ола) в русской крестьянской семье.
В 1935 году окончил индустриальный техникум в Йошкар-Оле.
В 1937 году призван в РККА из Одессы. В 1939 году окончил Воронежское училище связи. Участник советско-финляндской войны (1939—1940).
Будучи курсантом Ташкентского военного училища, в январе 1942 года пошёл добровольцем на фронт. Участник Великой Отечественной войны: начальник связи 106 миномётного полка на Центральном фронте, в 1943—1945 годах — начальник связи 4-й гвардии истребительной противотанковой бригады, гвардии майор. В 1942 году вступил в ВКП(б). Награждён орденами Отечественной войны II и I степени, Александра Невского, Красной Звезды (дважды) и медалями.
По окончании войны — офицер связи в Одесском и Ленинградском округах (ГСВГ). В 1950 году окончил Высшую офицерскую артиллерийскую школу, подполковник. Награждён орденом Красной Звезды и медалями, в том числе медалью «За боевые заслуги».
Скончался 7 апреля 1999 года в Йошкар-Оле, похоронен там же.

## Награды
- Орден Отечественной войны I степени (06.04.1985)[4]
- Орден Отечественной войны II степени (29.08.1944)[1][2]
- Орден Александра Невского (29.05.1945)[1][2]
- Орден Красной Звезды (17.07.1943, 03.10.1943; 05.11.1954)[1][2]
- Медаль «За боевые заслуги» (06.11.1947)[2]
- Медаль «За победу над Германией в Великой Отечественной войне 1941—1945 гг.» (09.05.1945)[2]
- Медаль «За освобождение Варшавы» (09.06.1945)[2]
- Медаль «За взятие Берлина» (09.06.1945)[2]
- Юбилейная медаль «В ознаменование 100-летия со дня рождения Владимира Ильича Ленина» (1970)